# フードダイバーシティ
フードダイバーシティ（英語: Food Diversity）とは、直訳すると「食の多様性」を意味する概念である。一般的には、宗教や地域の違いによって食品や料理などの食習慣・食文化が世界で多様に存在することを指す。健康増進を目的とした、あるいは医療的な制限に基づいた食事の多様性が含まれることもある。近年の訪日外国人旅行者の増加を背景に、フードツーリズム事業における指針として観光業・食品製造業・飲食業の分野で注目を集めている概念である。
また、フードダイバーシティ対応とは、フードダイバーシティを受け入れるための環境整備を行うことを指す。具体的には、個人により多様である食の制限に配慮してメニューを開発することなどである。

## 概要
フードダイバーシティを生み出す要因としては以下のものが例として挙げられる。
- 宗教や信条
宗教的な制限に基づいた食事の例として、イスラム教の戒律に則ったハラール食や、ユダヤ教の戒律に則ったコーシャなどが挙げられる。その他、仏教やヒンドゥー教、モルモン教などにおいても一定の食に関する制限が存在する。菜食や禁葷食は宗教的な背景をもつ場合がある。
- 地域文化
国や地域ごとに多様な食文化が存在し、忌避する食材などが異なる。
- 健康志向
健康増進を目的とした制限に基づく食事の例として、菜食などが挙げられる。
- 疾患や障害
医療的な制限に基づく食事の例として、アレルギー対応食や[注釈 1]、糖尿病対応食、減塩摂食・嚥下対応食（高血圧・心臓病・腎不全等）などが挙げられる[注釈 2]。咬合力や嚥下機能の衰えた高齢者に向けた食事をフードダイバーシティの例とみなすこともある。

日本においては、外国人旅行者が増加する一方で、飲食店でのフードダイバーシティ対応は遅れているとされる。対策として観光庁が「多様な食文化・食習慣を有する外国人客への対応マニュアル」を公開している。近年では特にイスラム教徒向けのハラール対応が注目されている。また、外国人旅行客向けに食事制限に合わせた料理をオーダーメイドで共に作る日本食の料理教室が開かれる動きもある。